# Comisión de la Unión Africana
La Comisión de la Unión Africana es la institución ejecutiva de la Unión Africana (UA). Está formada por 10 miembros: presidente, vicepresidente y ocho comisarios y comisarias encargados de diferentes áreas, que aseguran las actividades cotidianas de la Unión Africana. Se trata de un organismo análogo a la Comisión Europea.    
La Comisión tiene su sede en Addis Ababa, Etiopía. Debe ser diferenciada de la Comisión Africana de Derechos Humanos y de los Pueblos, con base en Banjul, Gambia, que es un organismo diferente y que informa a la Unión Africana.  

## Historia
El 13 de septiembre de 2005, se alcanzó un acuerdo por la Comisión y Francia por el cual Francia donaría 5 millones de euros para la continuación y aumento de las actividades de la Unión Africana. Parte de los fondos sirvieron para financiar iniciativas como la Política de Comunicación Africana y una Fuerza Común de Defensa Africana. El firmante en nombre de la Comisión fue Bernard Zoba.

## Estructura
La Comisión está compuesta por un presidente, un vicepresidente y ocho comisarios y comisarias más el personal laboral. 
La Conferencia (Asamblea de la Unión Africana) elige al Presidente de la Comisión de la Unión Africana y al vicepresidente. El Consejo Ejecutivo elige a los ocho Comisionados de la  AUC, quienes son nombrados por la Asamblea. El mandato de los miembros de la Comisión es de cuatro años, renovable una vez. Las elecciones y los mandatos se rigen por el Reglamento de la Asamblea de la UA, el Reglamento del Consejo Ejecutivo y los Estatutos de la Comisión.

## Composición
La Comisión se compone de 10 miembros: presidente, vicepresidente y ocho comisarios encargados de diferentes áreas:
- Presidente: Moussa Faki Mahamat, Chad
- Vicepresidenta: Monique Nsanzabaganwa, Ruanda  desde febrero de 2021[2]

- Comisario de paz y seguridad: Smail Chergui, Argelia (reelegido en enero de 2017)
- Comisaria de asuntos políticos: Minata Samate-Cessouma, Burkina Faso (elegida en enero de 2017)
- Comisario de infraestructuras y energía: Amani Abou-Zeid, Egipto (elegido en enero de 2017)
- Comisaria de asuntos sociales: Amira El Fadil, Sudán (elegida en enero de 2017)
- Comisario de comercio e industria: Albert. M. Muchanga, Zambia (elegido en enero de 2017)
- Comisaria de economía rural y agricultura: Josefa Leonel Correa Sacko, Angola (elegida en enero de 2017)
- Comisaria de recursos humanos, ciencias y tecnología: Sarah Mbi Enow Anyang Agbor, Camerún (elegido en julio de 2017)
- Comisario de asuntos económicos: Victor Harison, Madagascar (elegido en julio de 2017)